# نجوى إبراهيم صالح علي
نجوى إبراهيم صالح علي هي مشَّاءة مِصرية مُعتزِلة وُلِدت في 10 يونيو 1975 حققت رقمًا مصريًا قياسيًا في سباق العشرين كم مشي في زمن ساعة و41 دقيقة و8 ثواني في عام 2002، وبهذا فأصحب الثالثة على مستوى قارة أفريقيا من حيث الموقت المقطوع في هذه المسابقة، وأيضًا فقد مثَّلت مصر في كأس العالم لسباق المشي 4 مرات، وكانت في مُقدمة المشائين الأفارقة والعرب طوال حياتها الرياضية، وقد حصلت على ثلاث ميداليات ذهبية في بطولة أفريقيا لألعاب القوى، فكانت الميدالية الأولى في عام 1998 والثانية في 2002، والثالثة في 2006، وحصلت أيضًا على المركز الثالث في نفس البطولة عامي 1996 و2000 بعد الجزائرية دنيا كارا ثم باهيا بوسعد، وفي الألعاب الأفريقية حصلت على الميدالية الفضية مرتين حيث حصلت على المركز الثاني بعد دنيا كارا عام 1995 في سباق 5000 مشي، والثانية حصلت عليها عام 1999 حيث جاءت في المركز الثاني بعد سوزان ڤيرمولين في سباق 10 كم مشي
بالنسبة للمُسابقات العربية القومية حصلت نجوى على الميدالية الذهبية في المسابقة العربية لألعاب القوى لعام 1998، وأيضًا في دورة الألعاب العربية 1999، وعلى المستوى الأفريقي فقد حصلت على المركز الثاني مرتين بعد المغربية دنيا كارا، حيث عام المرة الأولى عام 1993 والثانية عام 1995، وكانت آخر ميدالياتها في حياتها الرياضية الدولية في عام 2007 حيث حصلت على الفضية بعد التونسية شيماء الطرابلسي في كلٍ من المسابقة العربية لألعاب القوى عام 2007 ودورة الألعاب العربية 2007، وكناشئة فقد مثلت مصر في بطولة العالم للناشئين لألعاب القوى 1994، وأيضًا فقد كانت مُشاركة في البطولة العربية لألعاب القوى للناشئين 1994، وحصلت على المركز الثاني في البطولة الأفريقية لألعاب القوى للناشئين 1994

## روابط خارجية
- نجوى إبراهيم صالح علي على موقع الاتحاد الدولي لألعاب القوى (الإنجليزية)